# Ernest Hemingway
« Hemingway » redirige ici. Pour les autres significations, voir Hemingway (homonymie).
 (avril 2024).
Œuvres principales
- Le soleil se lève aussi (1926)
- L'Adieu aux armes (1929)
- Les Neiges du Kilimandjaro (1936)
- Pour qui sonne le glas (1940)
- Le Vieil Homme et la Mer (1952)
- Paris est une fête (posthume, 1964)

Ernest Hemingway (prononcé : /ˈɝnɪst ˈhɛmɪŋˌweɪ/), né le 21 juillet 1899 à Oak Park dans l'Illinois aux États-Unis et mort le 2 juillet 1961 à Ketchum (Idaho), est un écrivain, journaliste et correspondant de guerre américain.
Son style d'écriture, caractérisé par l'économie et la litote, a influencé le roman du XXe siècle, comme l'ont fait sa vie d'aventurier et l'image publique qu'il entretenait. Il a écrit la plupart de ses œuvres entre le milieu des années 1920 et le milieu des années 1950, et sa carrière atteint son point culminant en 1954 lorsqu'il reçoit le prix Nobel de littérature. Ses romans ont rencontré un grand succès auprès du public du fait de la véracité avec laquelle il dépeignait ses personnages. Plusieurs de ses œuvres furent élevées au rang de classiques de la littérature américaine. Il a publié de son vivant sept romans, six recueils de nouvelles et deux œuvres non romanesques. Trois romans, quatre recueils de nouvelles et trois œuvres non romanesques ont été publiés à titre posthume.
Hemingway est né et a grandi à Oak Park, une ville située en banlieue ouest de Chicago dans l'Illinois. Il travaille pendant quelques mois en tant que journaliste reporter au Kansas City Star, avant de devenir ambulancier sur le front italien pendant la Première Guerre mondiale. Cette période servira de fondement à son roman L'Adieu aux armes. Grièvement blessé, il passe plus de trois mois à l'hôpital et s'engage à sa sortie dans l'armée italienne.
En 1922, Hemingway épouse Hadley Richardson, la première de ses quatre épouses. Le couple s'installe à Paris, où Hemingway travaille comme correspondant étranger. Au cours de cette période, il fréquente la librairie Shakespeare and Company et rencontre des écrivains tels que Gertrude Stein, Ezra Pound et James Joyce. Fin d'avril 1925, deux semaines après la publication de Gatsby le Magnifique, il rencontre F. Scott Fitzgerald pour la première fois au Dingo Bar, un des rares établissements de l'époque à rester ouvert toute la nuit et lieu de passage obligatoire de nombreux écrivains et acteurs de l’époque. Ce lieu a été mentionné par Ernest Hemingway dans son livre Paris est une fête.
Il se lie également avec des artistes modernistes de la communauté expatriée connus sous le nom de Génération perdue, dont certains exercent sur lui une influence significative. En 1926, il écrit son premier roman, Le soleil se lève aussi.
Après avoir divorcé de Hadley Richardson en 1927, Hemingway épouse Pauline Pfeiffer. Il se rend en Espagne pour couvrir la guerre civile espagnole, sujet principal de son roman Pour qui sonne le glas. À son retour, il divorce, mais cohabite avec son ex-femme jusqu'en 1939.
Martha Gellhorn devient sa troisième épouse en 1940. De plus en plus mécontent des longues absences de Gellhorn pour ses reportages, Hemingway lui écrit, lorsqu'elle quitte leur propriété de Finca Vigía près de La Havane en 1943 pour couvrir le front italien : « Es-tu reporter de guerre ou es-tu ma femme dans mon lit ?» Hemingway essaie de l'empêcher de se rendre sur le front de Normandie juste avant le Débarquement. Reporter de guerre, elle est finalement la seule femme à poser le pied sur les plages normandes, le 6 juin 1944, avec les troupes américaines. De retour à Londres, elle lui annonce qu'elle le quitte. Après leur divorce en 1945 parce qu'elle refuse d'être « une note de bas de page dans la vie de quelqu'un d'autre »,, Hemingway refuse de lui renvoyer ses affaires et ses manuscrits, qu'elle a laissés dans la maison. Dans son livre The Hemingway Women, Bernice Kert écrit : « Hemingway n'a jamais pu entretenir une relation durable et pleinement satisfaisante avec l'une ou l'autre de ses quatre femmes. La domesticité conjugale a pu lui sembler l'aboutissement désirable de l'amour romantique, mais tôt ou tard, il s'est ennuyé et s'est impatienté, il est devenu critique et tyrannique ».
Hemingway épouse en 1945 Mary Welsh. En 1948, Hemingway et son épouse décident de se rendre sur la Côte d'Azur mais doivent faire une escale à Gênes en raison d'une panne de leur bateau. Ils en profitent pour se rendre à Venise qu'ils ne connaissent pas et descendent à l'hôtel Gritti, où ils fréquentent le Harry's Bar. Invité à une chasse au canard, Hemingway fait la connaissance de la comtesse Adriana Ivancich dont il tombe amoureux, et qui le rejoindra d'ailleurs à Cuba. Ils se reverront en Italie en 1954. Alors qu'il est fatigué, malade et dépressif, cette aventure lui redonne l'inspiration perdue, et il écrit Au-delà du fleuve et sous les arbres, comme un reflet de leur idylle, en y mêlant ses propres souvenirs de la Première Guerre mondiale, bien qu'il ait démenti toute ressemblance avec la réalité dans l'avertissement de la préface. Alors qu'il pense avoir écrit une œuvre remarquable, la critique américaine est féroce.
Peu de temps après la publication du roman Le Vieil Homme et la Mer, en 1952, qui lui vaut le prix Pulitzer en 1953, Hemingway participe à un safari en Afrique, où il manque d'être tué dans un accident d'avion qui le laisse perclus de douleurs et en mauvaise santé pour le reste de sa vie. Il obtient le prix Nobel de littérature en 1954.
Hemingway a habité à Key West, en Floride et à La Havane pendant les années 1930 et 1940. En 1959, il quitte Cuba pour Ketchum, dans l'Idaho, où il se suicide au cours de l'été 1961.
Il était catholique, converti à l'âge de dix-neuf ans, bien que se considérant comme un contre-exemple et refusant par là de voir son œuvre associée au romanesque catholique, ainsi qu'il en témoigne dans une lettre de décembre 1927 au père Vincent Donavan : « Je n’ai jamais voulu qu’on me considère comme un auteur catholique car je sais l’importance de l’exemple qu’on donne – et je n’ai jamais donné le bon exemple »,.

## Biographie

### Enfance

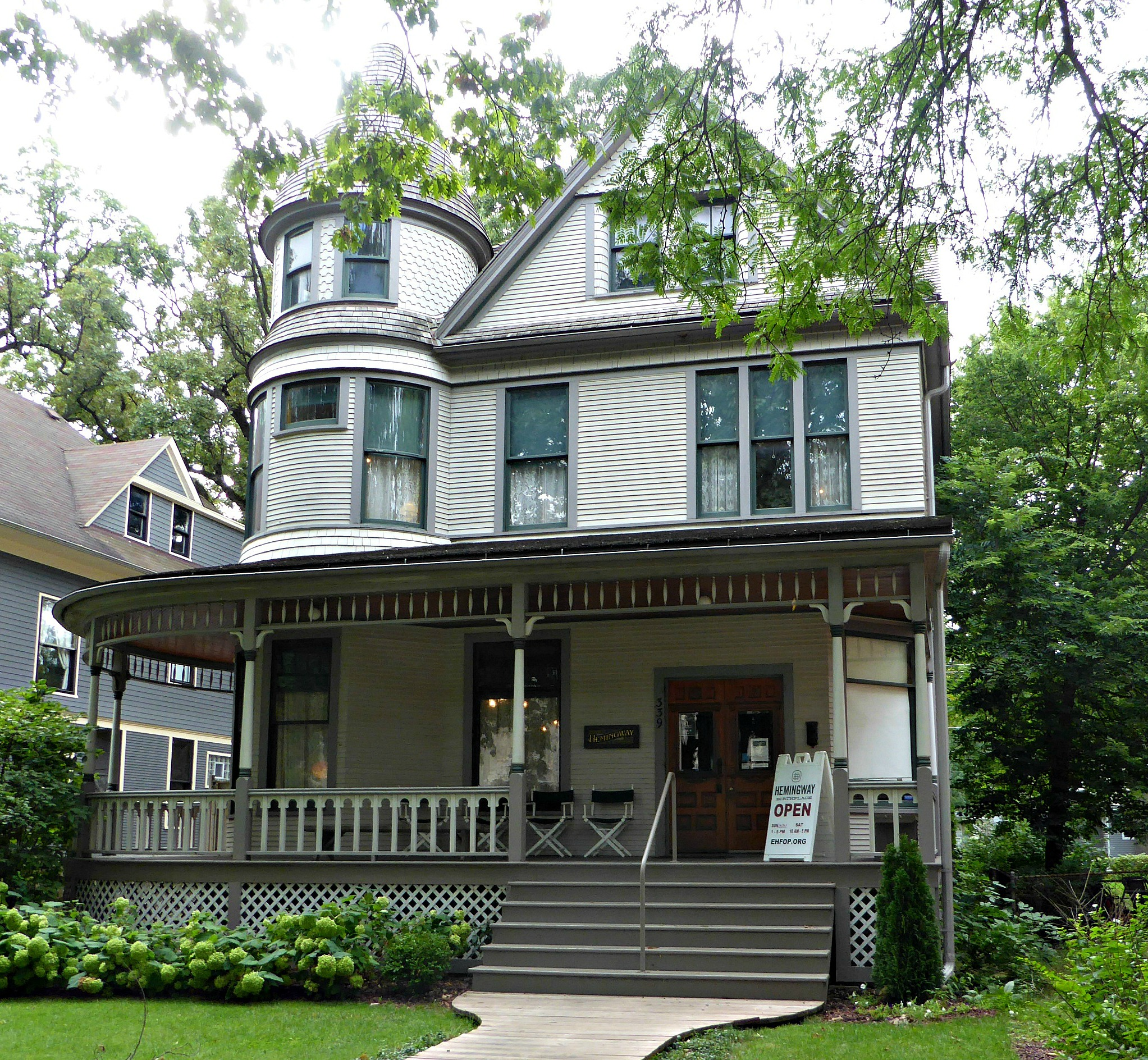
Maison de naissance d'Ernest Hemingway de Oak Park près de Chicago dans l'Illinois.

Ernest Miller Hemingway est né à Oak Park près de Chicago, le 21 juillet 1899. Il est le fils de Clarence Hemingway, médecin, et de Grace Hall, une musicienne dont le père était un grossiste en coutellerie très aisé. Il est le deuxième enfant d’une fratrie qui en comptera six : Marceline née en 1898, lui-même (Ernest), Ursula née en 1902, Madeleine en 1904, Carol de 1911 et enfin Leicester Clarence natif de 1915. Ses deux parents avaient reçu une bonne éducation et étaient appréciés et respectés dans la communauté conservatrice de Oak Park. Lorsque Clarence et Grace se marièrent en 1896, ils déménagèrent avec le père de Grace, Ernest Hall, raison pour laquelle ils ont appelé leur premier fils Ernest. Hemingway disait ne pas aimer son prénom, qu'il associait au héros naïf, voire fou, de la pièce d'Oscar Wilde L'Importance d'être Constant. La maison de sept chambres de la famille dans un quartier respectable contenait un studio de musique pour Grace et un cabinet dentaire pour Clarence.

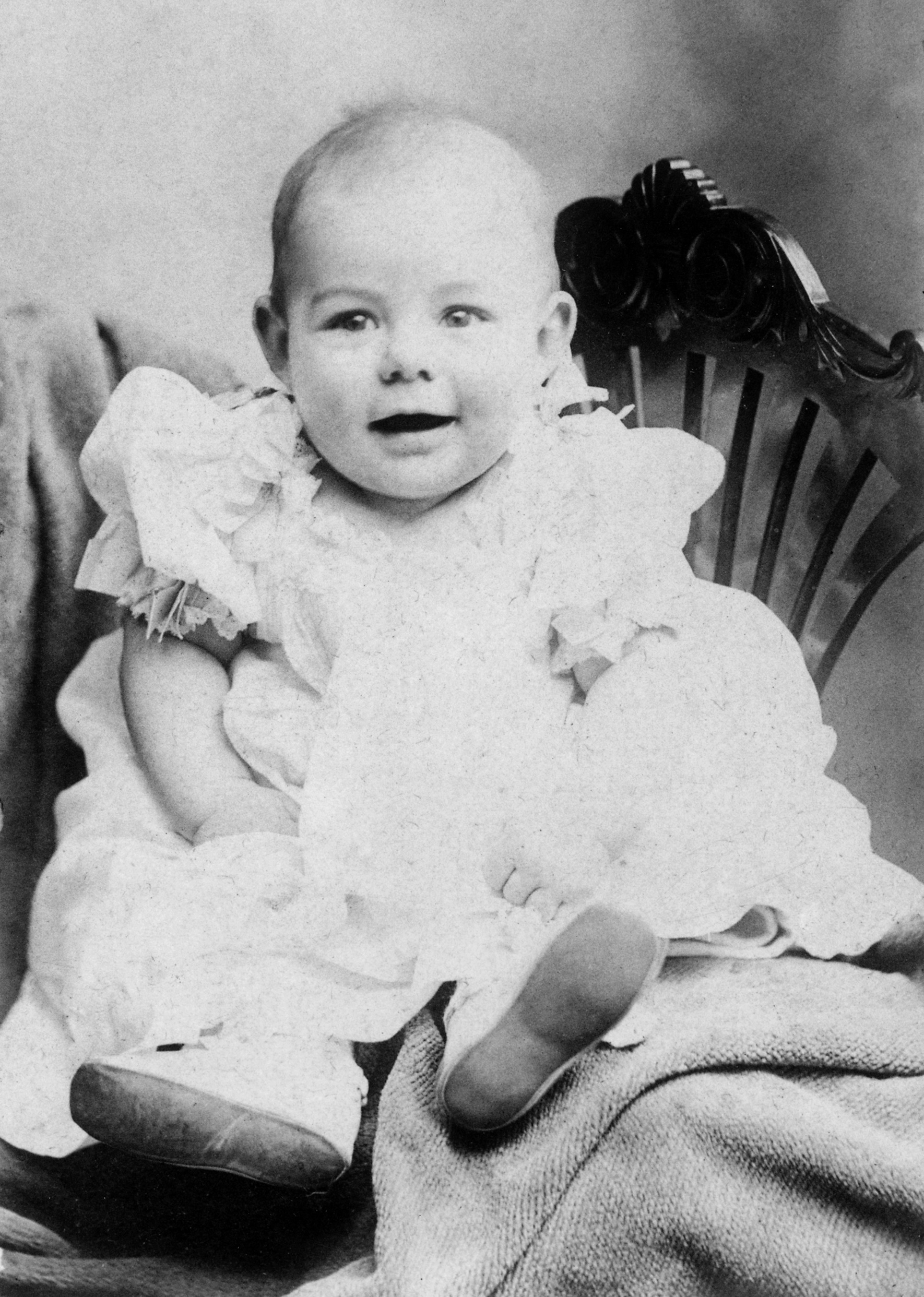
Hemingway en 1900.

La mère de Hemingway donnait souvent des concerts dans les villages environnants. Hemingway adulte affirmait haïr sa mère, bien que le biographe Michael Reynolds souligne qu'Hemingway reflétait son énergie et son enthousiasme. Son insistance à lui apprendre à jouer du violoncelle est devenue une « source de conflits », mais il a admis plus tard que les leçons de musique lui ont été utiles pour son travail d'écriture, comme pour élaborer la « structure contrapuntique » de Pour qui sonne le glas. La famille possédait une résidence d'été appelée Windemere sur les rives du lac Walloon, près de Détroit dans le Michigan, une région habitée par les indiens Ojibwés. C'est là qu'Hemingway apprit avec son père à chasser, à pêcher et à camper dans les bois. En 1909, son père lui offre son premier fusil de chasse, pour son dixième anniversaire. Ses premières expériences dans la nature lui inculquèrent une passion pour l'aventure en plein air et la vie dans des régions éloignées ou isolées.
À partir de 1913, Ernest étudie à la High School d’Oak Park. Il y découvre Shakespeare, Dickens, Stevenson, et participe activement à la vie sportive et culturelle de son école. En 1916, ses premières histoires et ses poèmes paraissent dans Tabula et Trapeze, des revues littéraires de l’école.
Après avoir obtenu son diplôme en 1917, Hemingway renonce à suivre des études supérieures pour devenir journaliste au Kansas City Star, sous l’influence bienveillante de son oncle paternel, Alfred Tyler Hemingway.

### Première Guerre mondiale

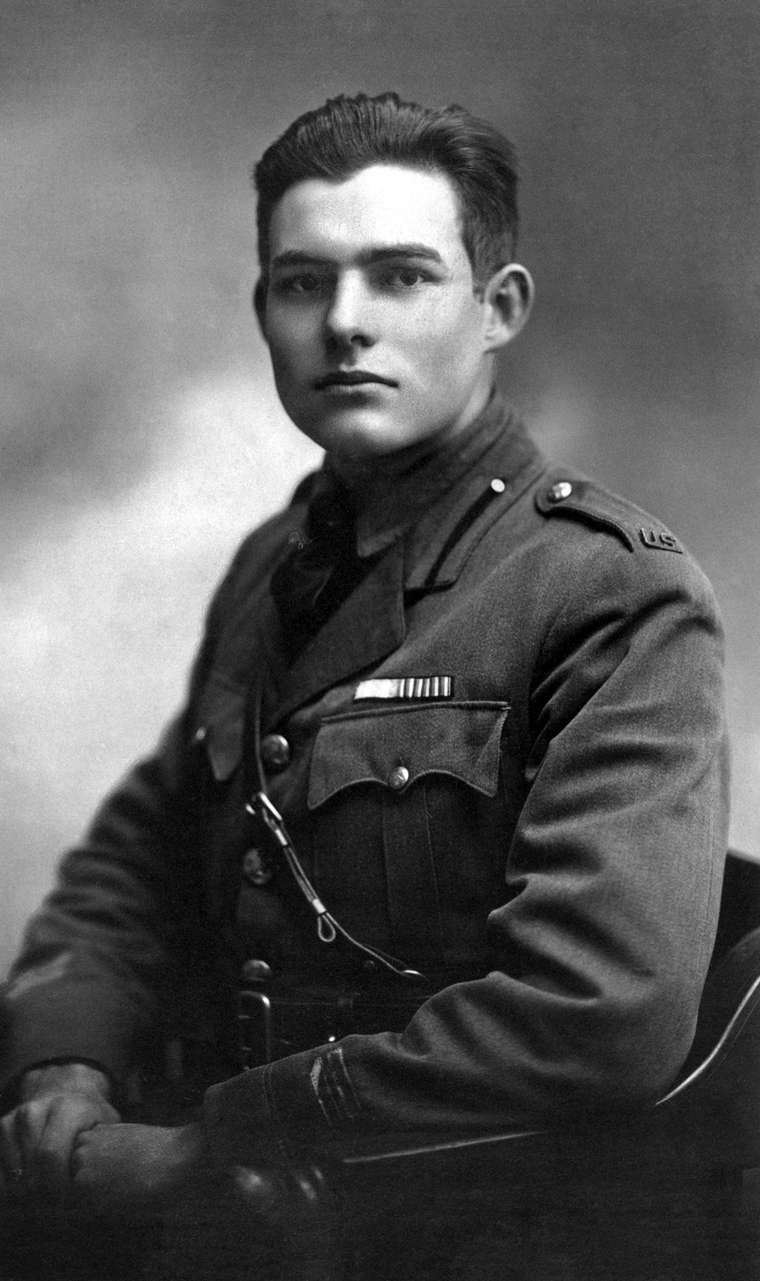
Ernest Hemingway à Milan en 1918.

Lors de l’entrée en guerre des États-Unis le 6 avril 1917, l'incorporation de Hemingway est refusée une première fois à cause d’un œil défaillant. En avril 1918, il parvient cependant à incorporer la Croix-Rouge italienne et, après avoir traversé l’Atlantique sur le Chicago, il débarque à Bordeaux, gagne Paris, puis Milan, où il arrive le 6 juin. Après plusieurs semaines passées à l’arrière, il rejoint le front. Le 8 juillet 1918, de nuit, près de Fossalta di Piave, alors qu'il apporte du chocolat et des cigarettes aux soldats, un tir de mortier blesse Hemingway aux jambes, tue un de ses camarades et en blesse grièvement deux autres. Alors qu’il tente de ramener un camarade vers l’arrière, il est de nouveau blessé par un tir de mitrailleuse, mais parvient à un poste de secours, avant de s’évanouir. Pendant sa convalescence de trois mois dans un hôpital de Milan, il s’éprend d’une infirmière américaine, Agnès von Kurowsky, de huit ans son aînée, qui lui inspirera le personnage de Catherine Barkley dans L'Adieu aux armes.

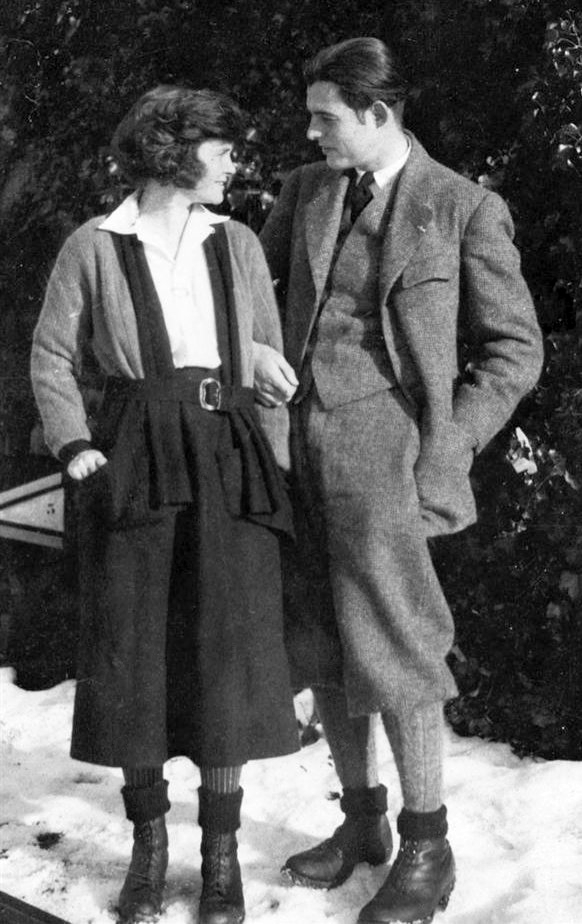
Ernest Hemingway et sa 1re épouse, Hadley, à Chamby, près de Montreux, en 1922.

Au mois de mars 1921, Ernest Hemingway, journaliste auprès des troupes grecques, témoigne de la violence de l’affrontement à Inönü en Anatolie, au cours de la guerre gréco-turque.
Engagé en novembre 1920 comme correspondant étranger du Toronto Star où il devient ami avec Morley Callaghan, il déménage à Paris, où il habite, avec sa femme Hadley, au troisième étage du 74, rue du Cardinal-Lemoine, dans le Quartier latin, de janvier 1922 à août 1923. C'est à Paris qu'il fait la connaissance de Gertrude Stein, la papesse du modernisme, qui fut son mentor avant de se brouiller avec lui, mais qui lui aura fait entre-temps rencontrer les peintres qu'elle a découverts avec son frère (Pablo Picasso, Joan Miró, Juan Gris…) mais aussi les « expats » américains qui ont fait partie de ce qu'elle a appelé la « Lost Generation » : cette génération incluant artistes, écrivains, intellectuels, savants qui a atteint la majorité durant la Première Guerre mondiale: F. Scott Fitzgerald (rencontré au Dingo Bar pour la première fois, fin d'avril 1925, deux semaines après la publication de Gatsby le Magnifique), T. S. Eliot, James Joyce, Sherwood Anderson, John Dos Passos, John Steinbeck, William Faulkner, Waldo Peirce, Isadora Duncan, Abraham Walkowitz, Alan Seeger, Henry Miller, Aldous Huxley, Malcolm Cowley (en)…

### Premiers romans

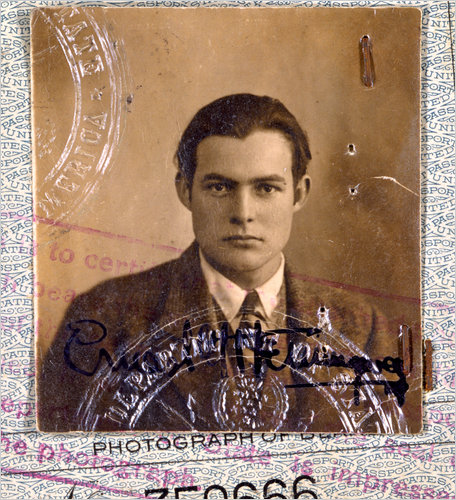
Ernest Hemingway en 1923 (photo de passeport).

Ernest Hemingway a beaucoup de mal à se réadapter à la vie civile. Il épouse Hadley Richardson le 3 septembre 1921 et s'installe avec elle à Paris. C'est à partir de cette période qu'il passe beaucoup de temps à écrire. Principalement inspiré par Gertrude Stein et Ezra Pound, il est réputé pour ses récits très concentrés, au style dépouillé et laconique, témoignant de son expérience de la vie et de la mort.

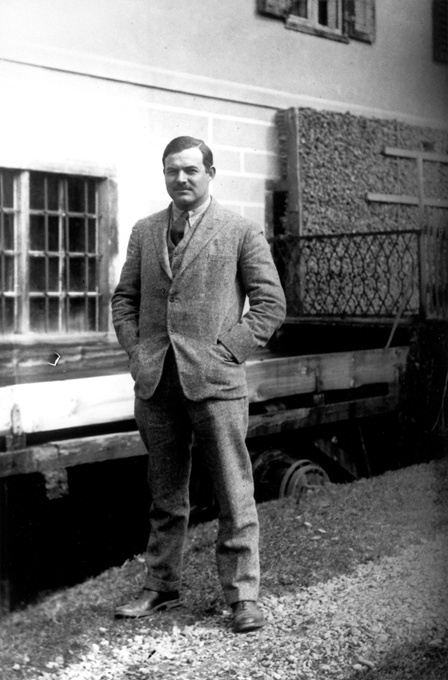
Hemingway à Paris en 1924.

Ernest Hemingway était correspondant pour le Toronto Star. Il voyageait régulièrement entre Paris, Toronto et Chicago. Il aida la vente américaine du roman Ulysse de James Joyce en passant aux frontières librement un volume à la fois durant une période de 12 mois (de 1923 à 1924).
Après un recueil de nouvelles peu populaire (De nos jours), il sort en 1926 son premier roman, Le soleil se lève aussi. Ce best-seller lui permet de s'imposer rapidement sur la scène littéraire. Le titre fait référence à l'Ecclésiaste (chap. I, 3-7) et le thème principal du livre est déjà la génération perdue. Des jeunes désaxés évoluent dans un monde perdu et absurde, incapables de meubler le vide de leur vie.
Dans son deuxième roman, L'Adieu aux armes, Hemingway écrit sur la Première Guerre mondiale. Sorti en 1929, soit onze ans après la fin de la guerre, le récit est cinglant et ironique. Ce n'est pas un hasard s'il est publié aussi tardivement : dans son esthétique implicite, une émotion n'est évoquée qu'une fois l'émoi passé. Un ambulancier américain, parti en Suisse avec une jeune infirmière anglaise, se rend compte qu'il est pris au piège dans un destin auquel il croyait avoir échappé. Si le titre est emprunté à un poème patriotique anglais, l'ouvrage n'est en rien élogieux. Au contraire, il met en avant l'absence de sens de cette guerre. Le sentiment amoureux n'est pas épargné lui non plus, ce qui rend l'œuvre très pessimiste.
Cependant, malgré le désenchantement véhiculé par ses premiers romans, Hemingway réussit progressivement à oublier l'horreur de la guerre et l'absurdité de la vie. Il s'adonne notamment à deux divertissements : les courses de chevaux et la chasse.

### L'individualisme puis l'engagement

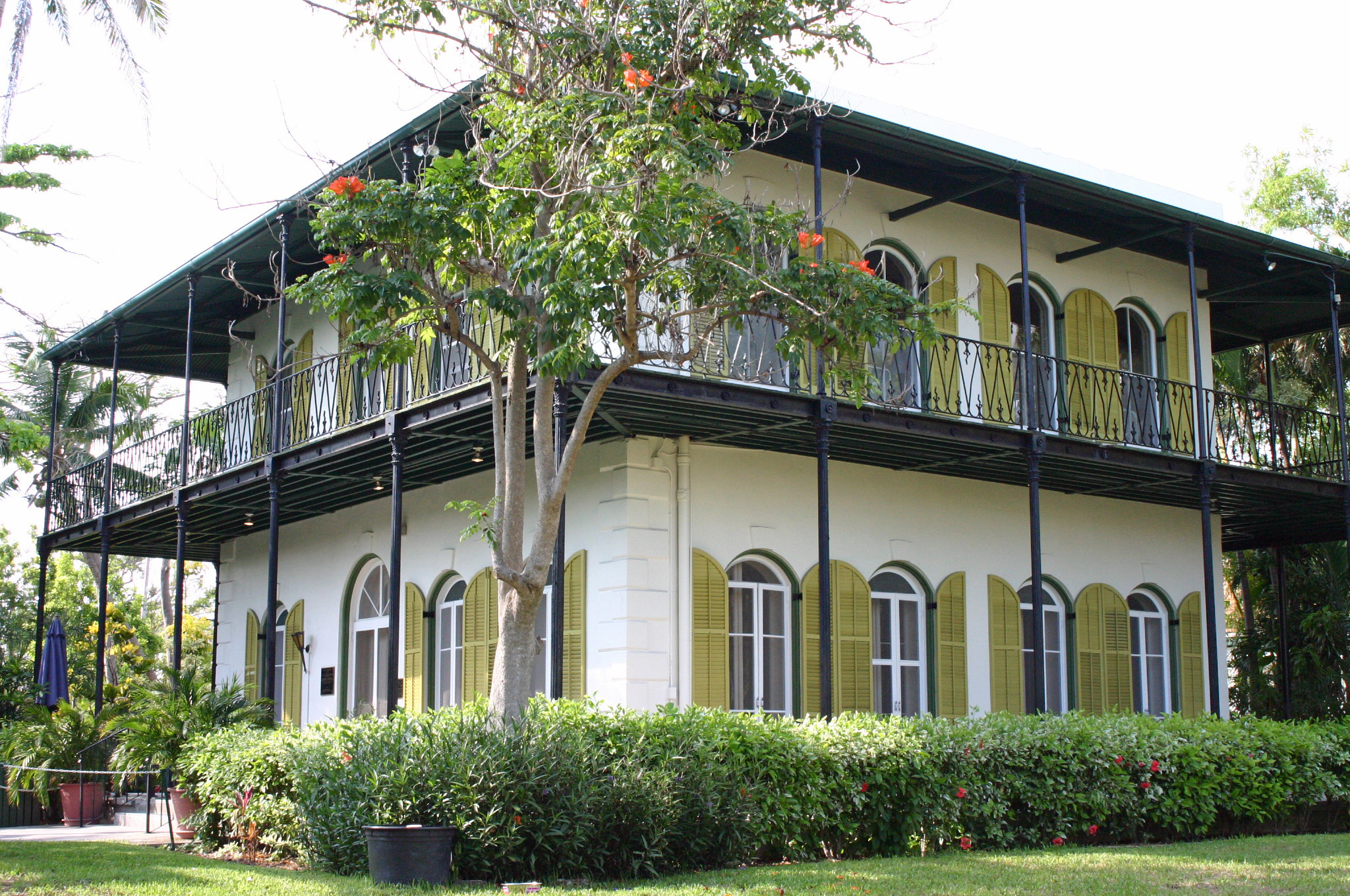
Maison-musée d'Ernest Hemingway de Key West en Floride.

Hemingway se remarie avec Pauline Pfeiffer, journaliste à Vogue. Il s'installe à Key West en Floride au cours de l'année 1928. Il visite souvent l'île de Cuba où il acquerra par la suite en 1940 dans les environs de la Havane une villa, Finca La Vigía, qu'il ne quittera définitivement qu'en 1960.

Maison-musée d'Ernest-Hemingway Finca la Vigía, de La Havane à Cuba.

Complètement détaché du contexte social et géopolitique, il passe le plus clair de ses journées à pêcher l'espadon dans son yacht et à s'informer sur l'actualité sportive et littéraire. Puis il se rend compte qu'on ne peut vivre éternellement en retrait des autres, ce qui lui inspire un nouveau roman, paru en 1937 : En avoir ou pas. Harry Morgan, faute d'argent pour nourrir les siens, se lance dans toutes sortes d'aventures auxquelles il finit par succomber. Fidèle représentant de l'individualisme américain, il ne se rend compte que trop tard « [qu']un homme seul est foutu d'avance ».
Cette œuvre marque une rupture dans l'existence solitaire de Hemingway. Le franquisme aux portes de l'Espagne ne le laisse pas indifférent. Conscient qu'il ne peut vivre indéfiniment à part, il choisit de s'engager dans la guerre civile espagnole dès 1937.

### Guerre d'Espagne
Il prendra part comme journaliste à la guerre d'Espagne, aux côtés des Républicains. Installé à l’hôtel Florida (Madrid) comme beaucoup de ses confrères correspondants de guerre, il écrit un recueil Paradis perdu, suivi de La Cinquième Colonne et commence une ébauche de Pour qui sonne le glas, roman qui le rendra encore plus célèbre, publié en 1940 après la victoire des Franquistes en Espagne. Ce roman est autant un récit d'aventures qu'un reportage de guerre, où se mêlent épopées exaltantes, tragédies antiques et méditations sur le destin de l'Homme. C'est pendant cette période qu'il s'éprend de Martha Gellhorn, une romancière qui sera sa troisième épouse, et qu'il rencontre Malraux. Les carnages dont il est témoin le convainquent de la vacuité et du mensonge du langage abstrait. En 1937, la disparition suspecte de l'écrivain José Robles Pazos,  attribuée aux services secrets soviétiques, cristallise la rupture définitive entre deux grands amis écrivains américains que sont John Dos Passos et Hemingway. En effet, son analyse de la guerre d'Espagne, sa compromission locale avec la propagande stalinienne et l'absence d'aide de Hemingway face à la disparition de son ami, insupportent Dos Passos.
À partir des années 1940, J. Edgar Hoover place Ernest Hemingway sous la surveillance du FBI. Sa ligne téléphonique est placée sur écoute pendant plusieurs années.

### Changement de style
« Ce qu'il faut, c'est écrire une seule phrase vraie. Écris la phrase la plus vraie que tu connaisses. » Dans la nouvelle Sur l'écriture, son personnage fétiche, Nick Adams, déclare vouloir « écrire comme Cézanne peint ».

### Seconde Guerre mondiale

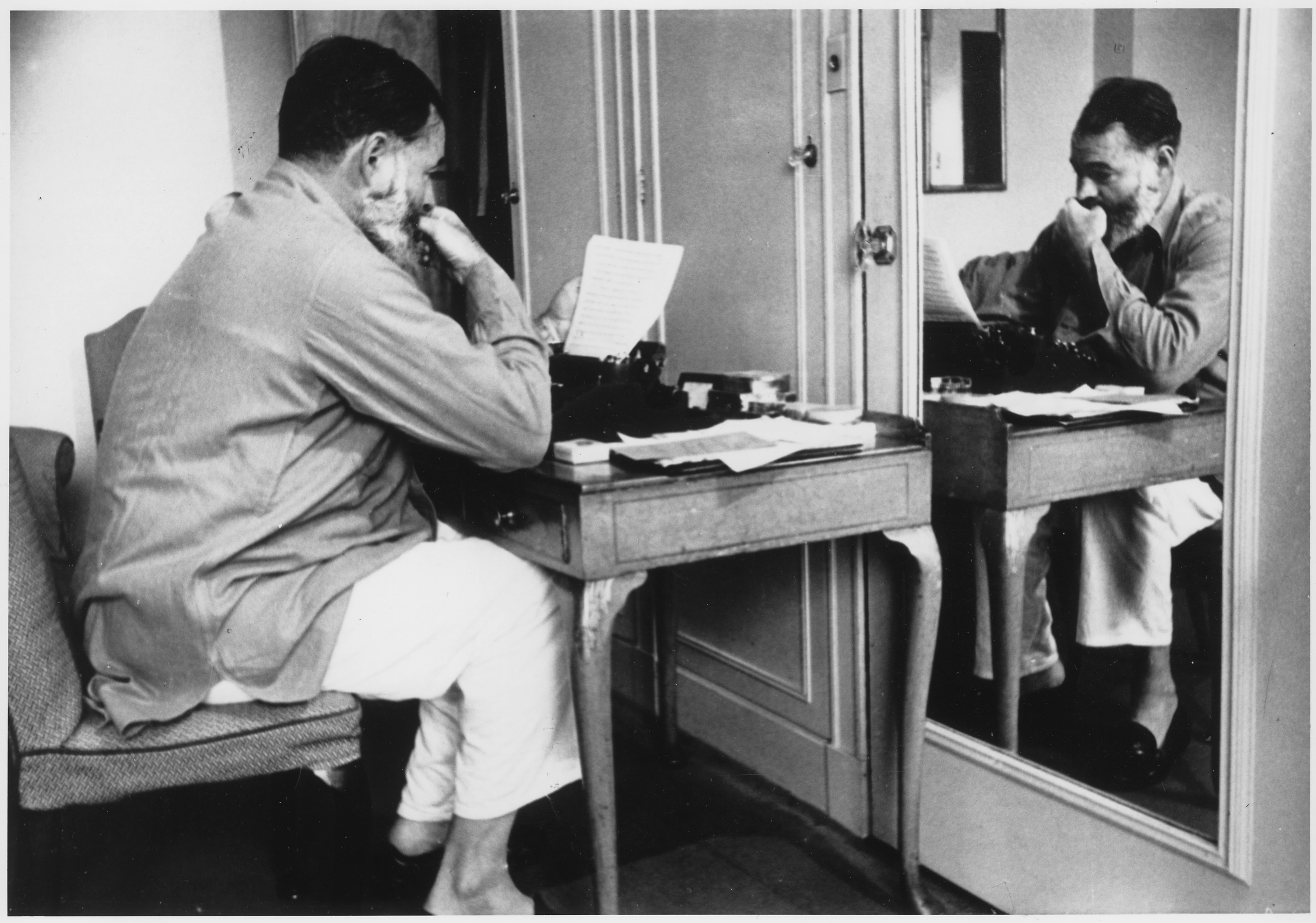
Au Dorchester Hotel de Londres en 1944.

Hemingway revint en Europe à la fin de la Seconde Guerre mondiale, de juin à décembre 1944. Au moment du débarquement de Normandie, les responsables militaires qui le considéraient comme « une cargaison précieuse » le laissèrent sur une péniche de débarquement, contrairement aux affirmations de Hemingway qui prétendit être allé à terre. Vers la fin du mois de juillet, il fut attaché au 22e régiment d'infanterie commandé par le colonel Charles Buck Lanaham, qui se dirigeait vers Paris et il prit la tête d'un petit groupe de combattants à Rambouillet, dans la lointaine banlieue de Paris. Sur les exploits de Hemingway, l'écrivain de la Seconde Guerre mondiale, l'historien Paul Fussell remarque : « Hemingway créa une gêne considérable en jouant les capitaines d'infanterie pour un groupe de résistants qu'il avait rassemblé, car un correspondant de guerre n'est pas censé diriger des troupes, même s'il le fait bien ».

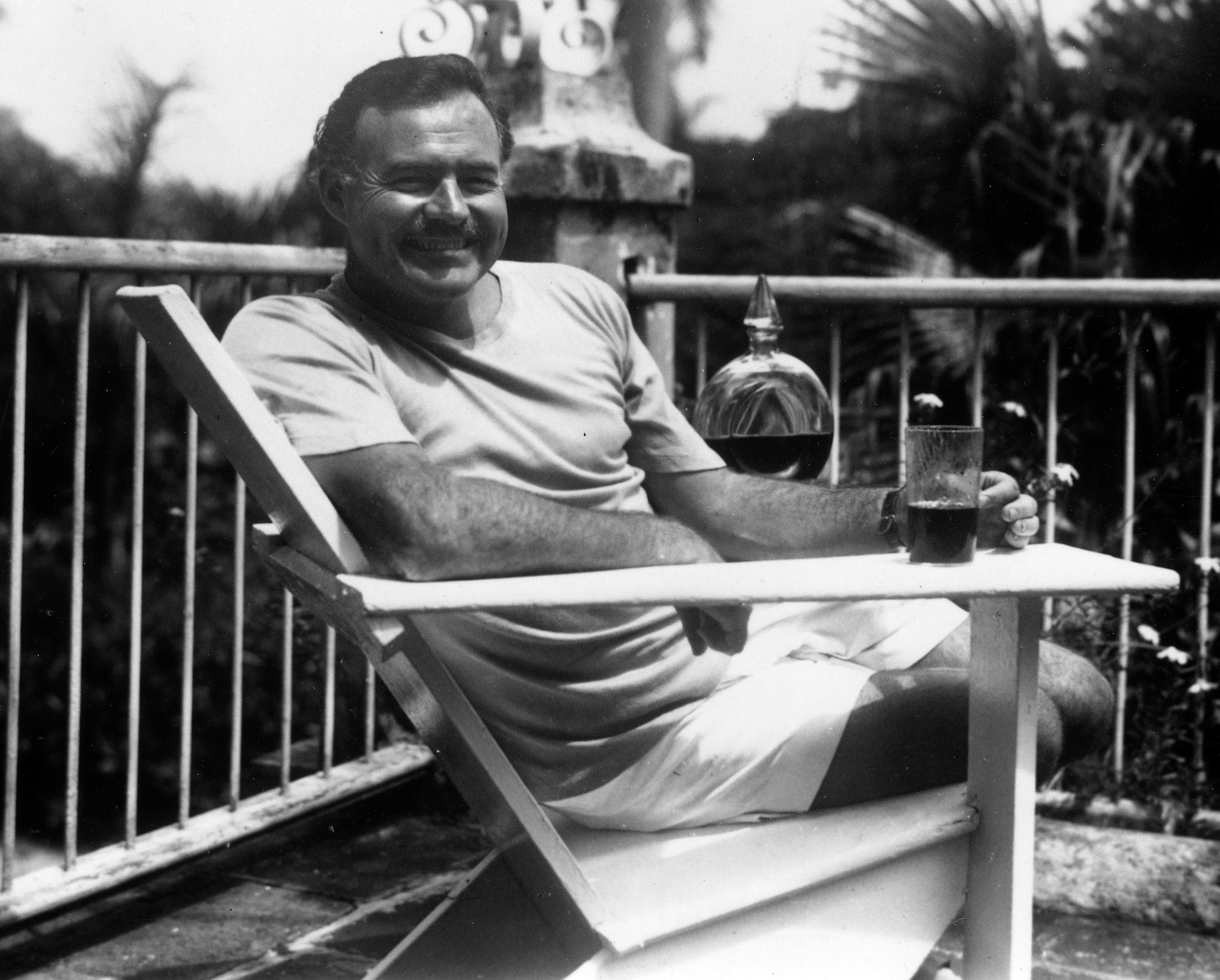
Hemingway à Cuba en 1946.

Cela était contraire aux Conventions de Genève, et Hemingway se vit accusé de façon formelle, mais il s'en tira en affirmant qu'il s'était simplement contenté de donner des conseils. Il réussit à avoir une entrevue avec le général Philippe de Hauteclocque, dit Leclerc, au moment où celui-ci, pressé par le général de Gaulle, se demandait s'il investirait Paris malgré l'interdiction qui lui en était faite par sa hiérarchie américaine. Hemingway se présenta en tenue mi-militaire, mi-civile et demanda un blindé de reconnaissance, deux ou trois jeeps et une demi-douzaine d'hommes pour libérer le bar du Ritz. Hemingway garda une mauvaise image de ce général qui l'éjecta en le traitant de clown. Le 25 août, il fut présent à la libération de Paris, bien que les affirmations selon lesquelles il était entré le premier dans la ville, ou qu'il avait libéré le Ritz, soient considérées comme faisant partie de la légende. À Paris, il assista à une réunion organisée par Sylvia Beach et fit la paix avec Gertrude Stein. Hemingway fut présent lors de violents combats dans la forêt de Hürtgen vers la fin de 1944. Le 17 décembre, malade et fébrile, Hemingway se fit conduire au Luxembourg pour couvrir ce qu'on appellera plus tard la bataille des Ardennes. Cependant, dès son arrivée, Lanaham le conduisit voir les médecins, qui l'hospitalisèrent pour une pneumonie, et à sa sortie de l'hôpital, une semaine plus tard, les combats principaux étaient terminés.

### Reconnaissances littéraires

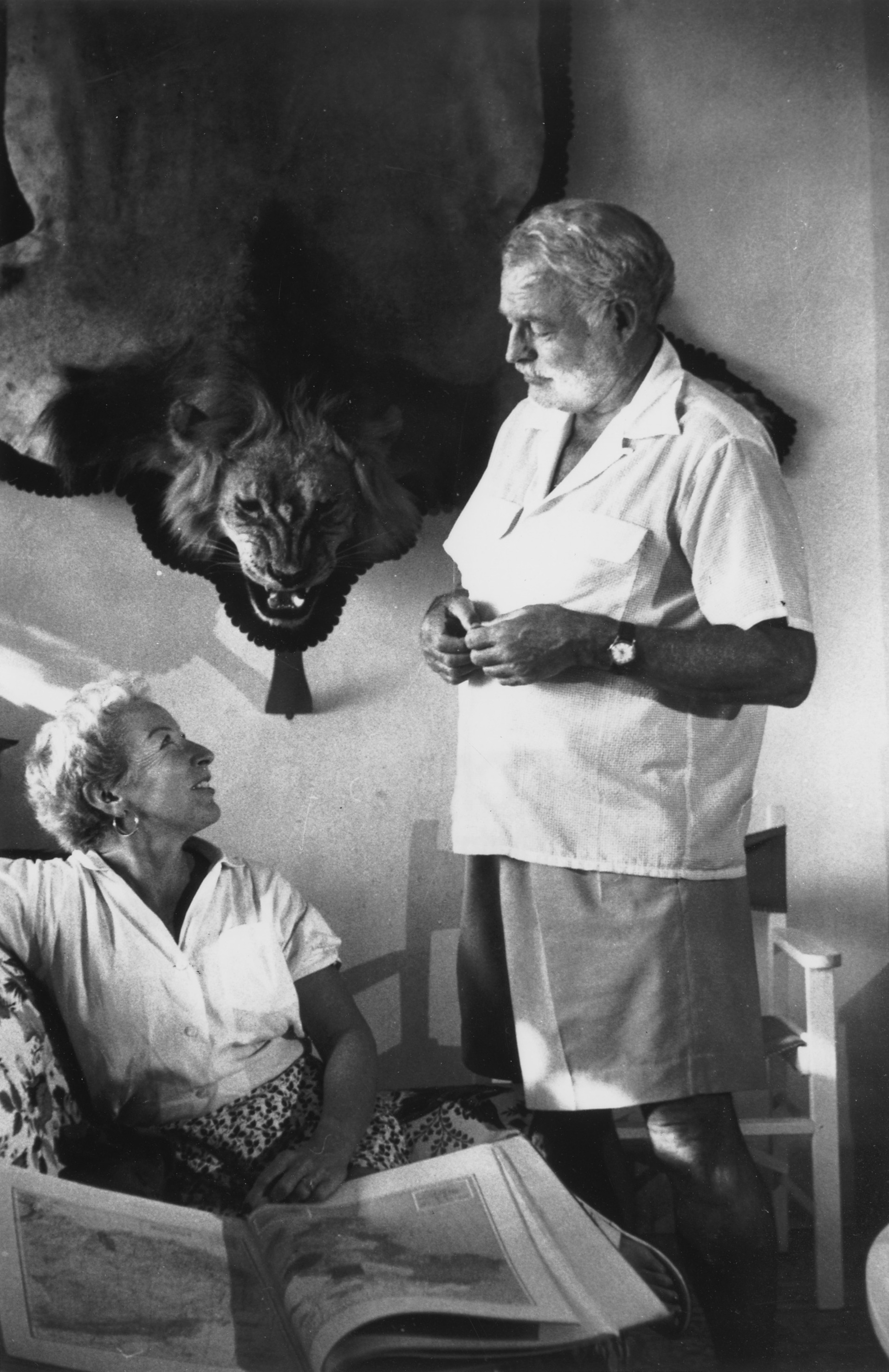
Hemingway et Mary Hemingway à la Finca la Vigía de La Havane à Cuba.

Ernest Hemingway est un représentant de la « génération perdue », expression qu'il utilise dans Le soleil se lève aussi, inventée par Gertrude Stein pour parler d'Ezra Pound, T. S. Eliot durant la période de Paris est une fête.

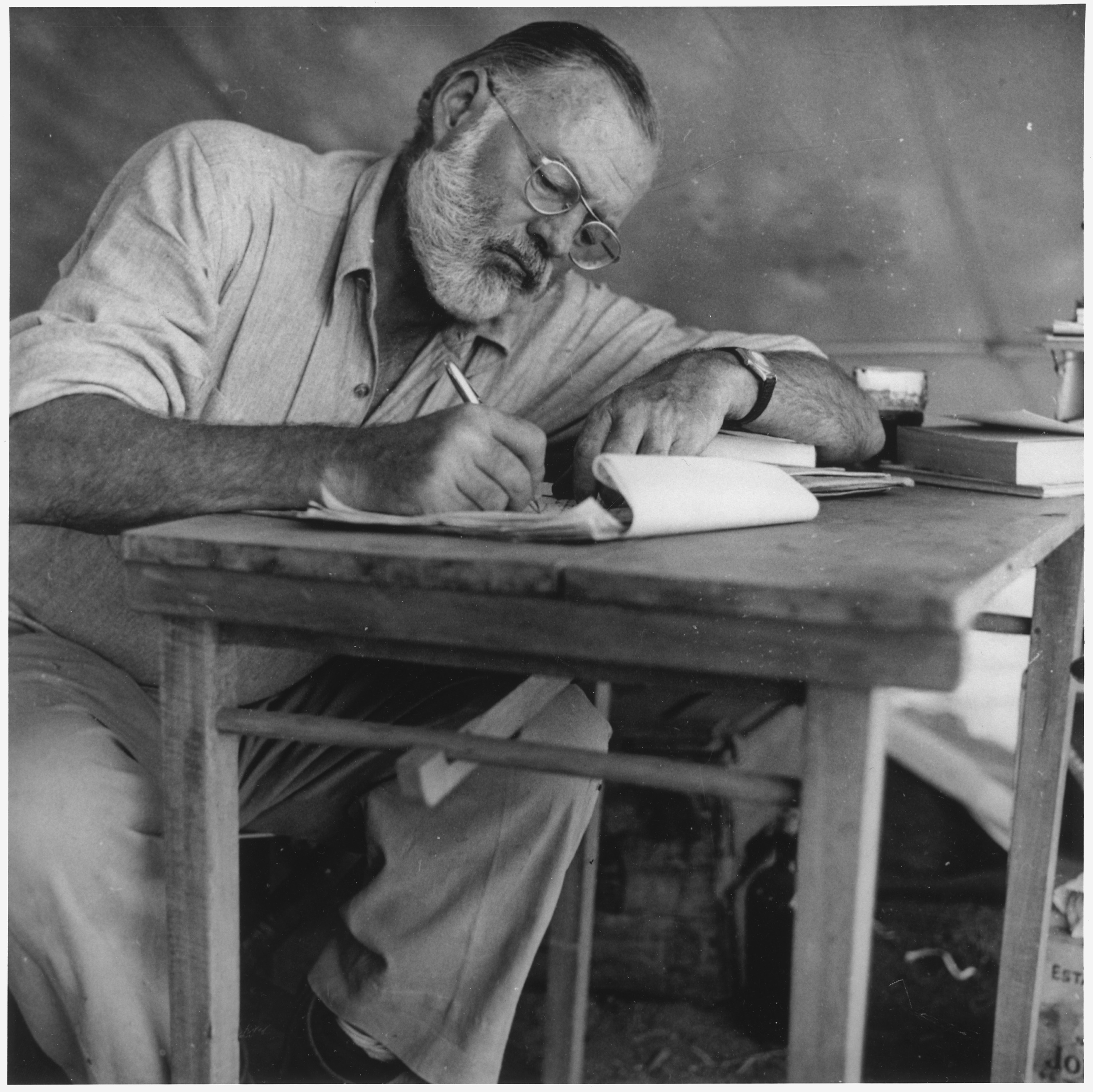
Ernest Hemingway au Kenya vers 1953.

L'auteur évoque les grands combats politiques du siècle (comme la guerre d'Espagne), le dépassement de soi ou le goût de l'aventure, de manière journalistique, voire « télégraphique », comme l'a expliqué le traducteur français de ses deux premiers romans, Maurice Edgar Coindreau. Pour Hemingway, l'esthétique implique avant tout une éthique et non une métaphysique (comme l'écrivait Sartre sur Faulkner). Son œuvre est couronnée par le prix Nobel de littérature le 28 octobre 1954 « pour le style puissant et nouveau par lequel il maîtrise l'art de la narration moderne, comme vient de le prouver Le Vieil Homme et la Mer ». Il fera lire à Stockholm, devant le jury de l'Académie suédoise, le discours le plus bref de l'histoire de cette institution — l'écrivain ne s'étant pas déplacé, l'ambassadeur américain en Suède, John C. Cabot, le représente.
La même année que l'attribution de son prix Nobel, Ernest Hemingway et sa quatrième épouse, Mary Welsh, survivent à deux accidents d'avion. Lors d'une excursion aérienne en Ouganda, leur appareil s'écrase dans la jungle près des chutes de Murchison. L'avion de secours dans lequel ils montent le lendemain prend feu au décollage et se pose en catastrophe,.

### Suicide

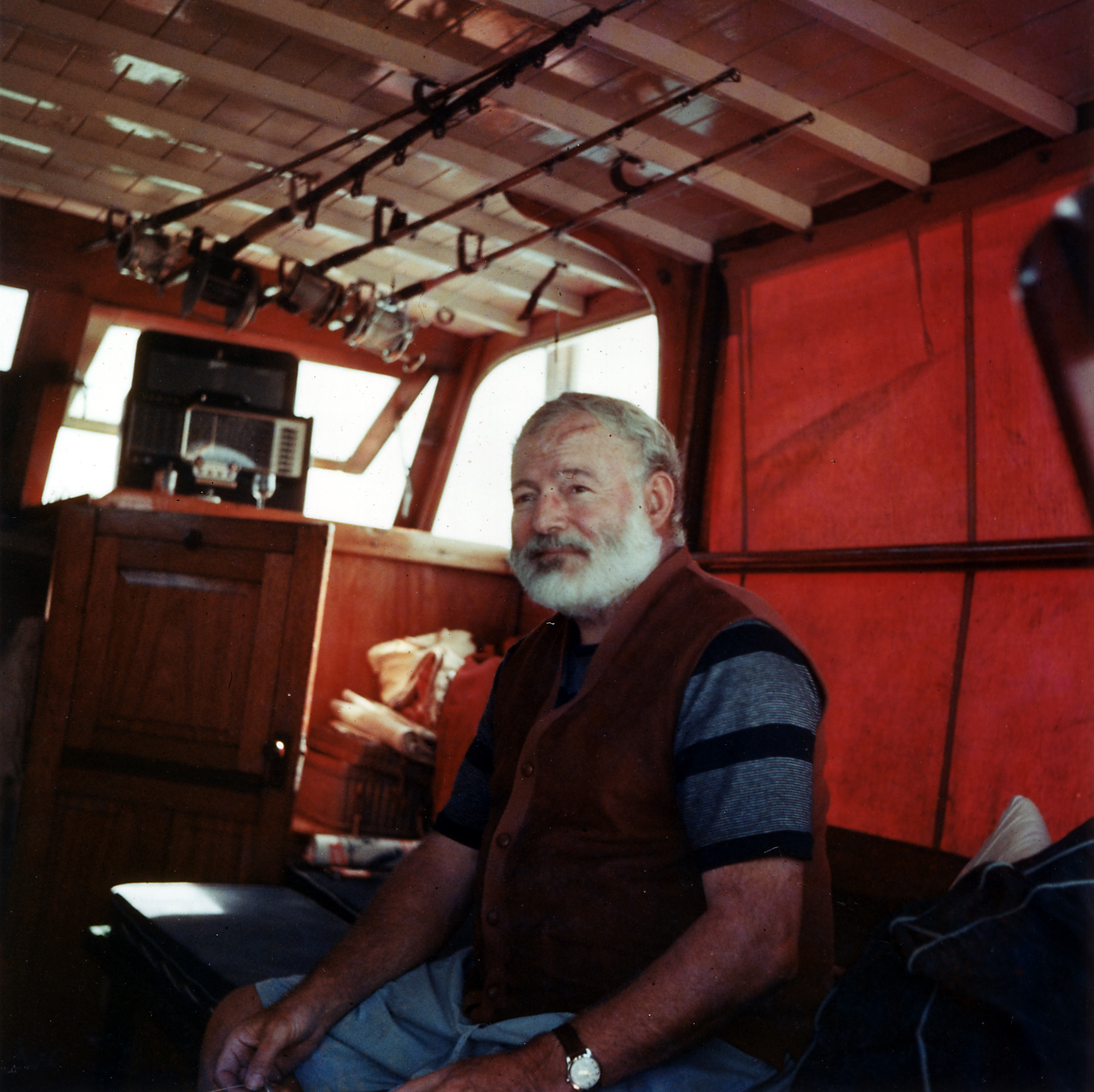
Hemingway sur son Pilar (yacht), en 1950.

Quand il revient aux États-Unis en septembre 1960, après des voyages à Cuba et en Espagne, il ne se porte pas très bien, ni physiquement ni mentalement. Il souffre d'hypertension et se sent sombrer dans la cécité à cause du diabète tout en souffrant d'une cirrhose. Il est touché par un trouble bipolaire, qu'il subit tout au long de sa vie et présente un comportement paranoïaque, peut-être lié également à un début d'alzheimer, ou plus probablement à une encéphalopathie énolique laquelle entraîne également une atrophie corticale. En décembre, le médecin George Saviers l'envoie se faire soigner dans la prestigieuse clinique Mayo du Minnesota, où il est traité par sismothérapie et par des sédatifs. Il en ressort en janvier 1961, mais trois mois plus tard, il doit retourner se faire hospitaliser, d'abord au Sun Valley Hospital, puis de nouveau à la clinique Mayo, où il reçoit de nouveaux électrochocs. Il revient chez lui le 30 juin, et deux jours après, le lundi 2 juillet 1961, il se suicide d'un double coup de son fusil préféré. Il est rapporté qu'une fois, Ernest Hemingway avait blâmé son père Clarence après le suicide de celui-ci, considérant cela comme un acte de lâcheté[réf. nécessaire].

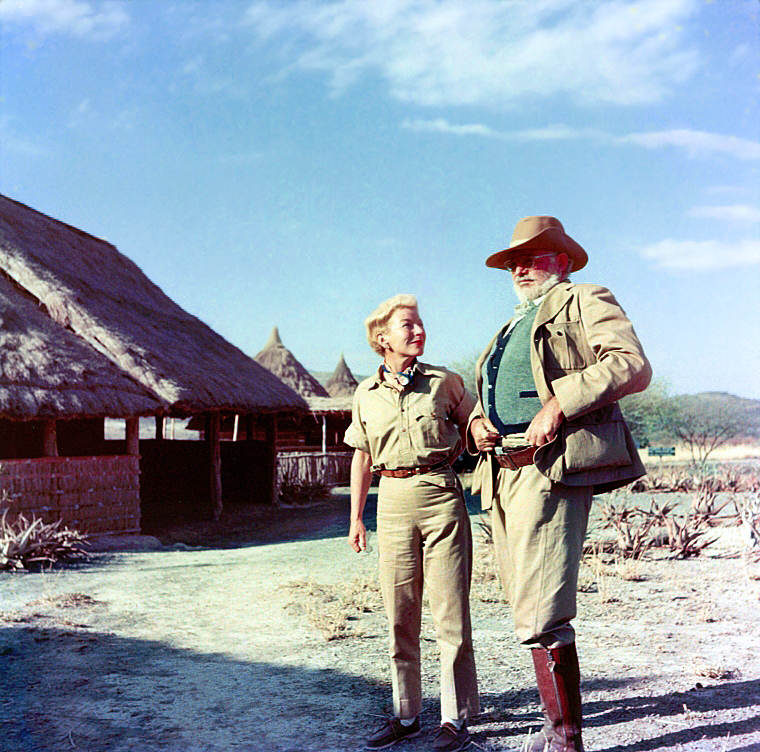
Ernest et Mary Hemingway en safari au Kenya vers 1954.

Le dossier médical d'Ernest Hemingway, rendu accessible en 1991, montra qu'il présentait une hémochromatose (diagnostiquée en 1961). Il s'agit d'une surcharge en fer, l'hémosidérose, dont le mécanisme n'était pas compris jusque dans les années 1970-1980, époque où il a été établi que cet excès de fer répondait d'une part à des causes génétiques (rares) - avec un caractère familial retrouvé dans l'enquête génétique, et d'autre part aux conséquences de diverses maladies. Parmi les autres causes de surcharge en fer, l'atteinte hépatique à type de fibrose (cirrhose diagnostiquée chez Hemingway en 1960) est très répandue soit en lien avec une hépatite virale chronique (B, C notamment) soit avec la consommation soutenue de boissons alcoolisées. Les troubles mentaux décrits auparavant dans l'hémochromatose sont, dans le cas de l'intoxication alcoolique, à rattacher à une carence en vitamine B1 (Syndrome de Wernicke-Korsakoff).
Les nombreux suicides constatés dans la famille Hemingway (son père, son frère, sa sœur et sa petite-fille Margaux Hemingway) pourraient être en relation - par le biais d'un fardeau génétique - avec le trouble bipolaire diagnostiqué en 1960 chez Hemingway et dont le caractère génétique transmissible est avéré.

### Mariages
Ernest Hemingway s'est marié quatre fois :
- Hadley Richardson du 3 septembre 1921 au 26 janvier 1927[26]. Ils ont un enfant, John Hadley Nicanor Hemingway alias Jack (surnommé « Bumby » par sa mère). John Hadley Nicanor Hemingway aura trois filles, les futures comédiennes Margaux Hemingway, Mariel Hemingway et Joan Hemingway ;
- Pauline Pfeiffer du 10 mai 1927 au 4 novembre 1940. Ils se marient à la mairie 14e arrondissement de Paris[27] puis en l’église Saint-Honoré-d’Eylau dans le 16e arrondissement. Ils ont deux enfants : Patrick Hemingway et Gregory Hemingway[28] :
- Martha Gellhorn de novembre 1940 (trois semaines après son divorce) à 1945 ;
- Mary Welsh Hemingway de mars 1946 jusqu'au suicide d'Hemingway, en juillet 1961.

### Les chats d'Ernest Hemingway

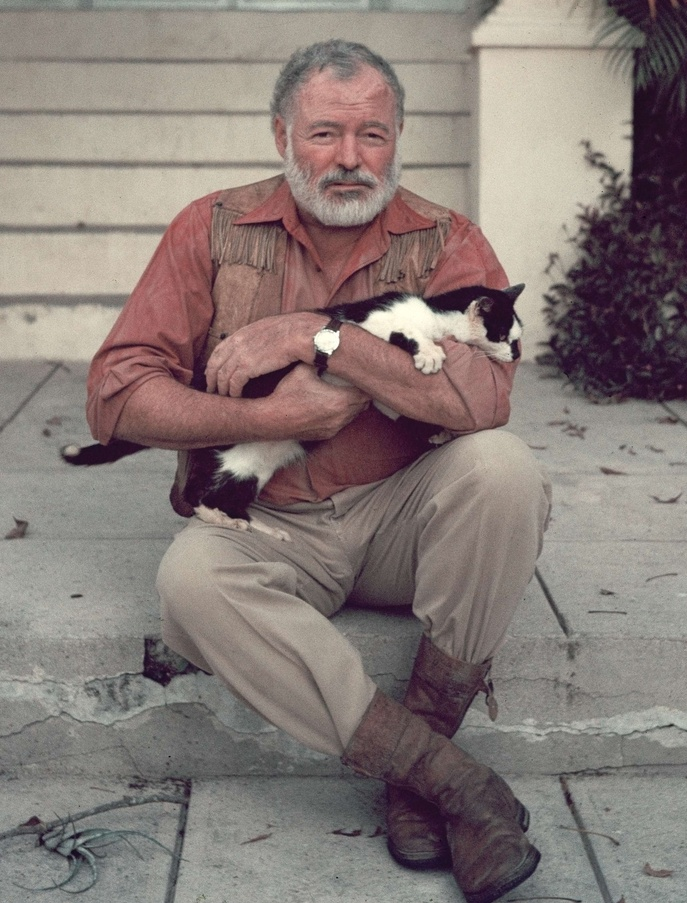
A Cuba en 1954

Ernest Hemingway est un des amateurs les plus connus de chats polydactyles.
Dans le jardin de sa maison de Key West en Floride, il hébergeait un peu moins d'une centaine de chats dont environ la moitié étaient polydactyles. Cette passion pour ces chats particuliers lui est venue après avoir reçu un chat à six doigts de la part du capitaine d'un bateau. En anglais, le mot Hemingway cat ou Hemingway est devenu familier pour désigner les chats polydactyles.
Depuis la mort d'Ernest Hemingway en 1961, cette maison est devenue un musée et le jardin un abri pour les descendants de ses chats. Il en reste encore une soixantaine (cinquante-sept au 18 août 2018), dont une trentaine de polydactyles.

### Parrainage
Ernest Hemingway est également le parrain de l'acteur français Claude Brasseur,.

## Œuvre
La liste des œuvres n'inclut que la première édition française.

### Romans

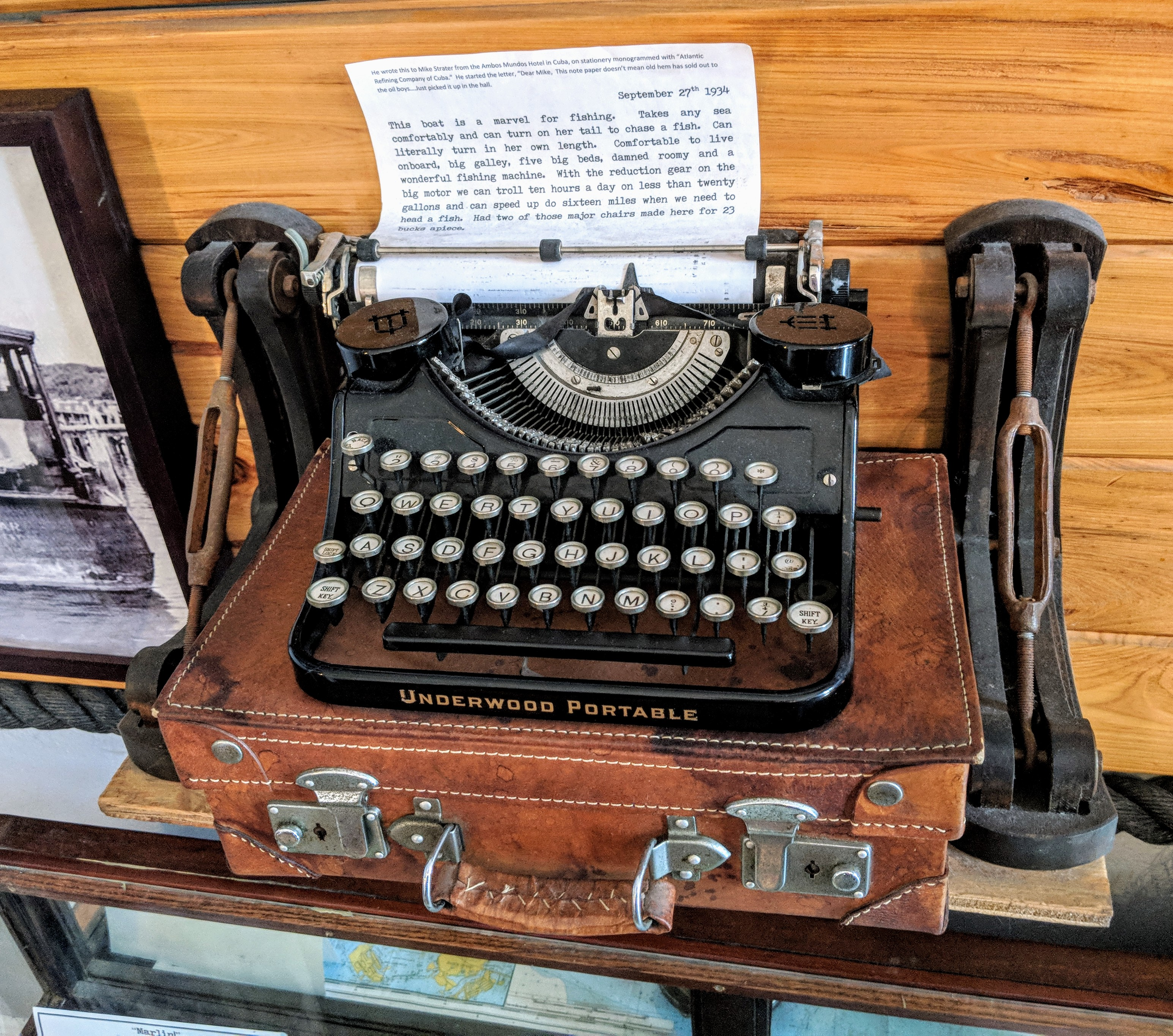
Machine à écrire portable Underwood d'Ernest Hemingway.

- The Torrents of Spring (1926) Torrents de printemps, dans Œuvres romanesques, Paris, éditions Gallimard, collec. « Bibliothèque de la Pléiade » no 189, 1966
- The Sun Also Rises (1926) Le soleil se lève aussi, traduit par Maurice-Edgar Coindreau, Paris, Gallimard, 1933
- A Farewell to Arms (1929) L'Adieu aux armes, traduit par Maurice-Edgar Coindreau, Paris, Gallimard, 1938
- To Have and Have Not (1937) En avoir ou pas, traduit par Marcel Duhamel, Paris, Gallimard, 1945
- For Whom the Bell Tolls (1940) Pour qui sonne le glas, traduit par Denise Van Moppès, Paris, Heinemann et Zsolnay, 1948
- Across the River and into the Trees (1950) Au-delà du fleuve et sous les arbres, traduit par Paule de Beaumont, Paris, Gallimard, 1965
- The Old Man and the Sea (1952) Le Vieil Homme et la Mer, traduit par Jean Dutourd, Paris, Gallimard, 1952
- Islands in the Stream (1970), roman posthume Îles à la dérive, traduit par Jean-René Major, Paris, Gallimard, 1971
- The Garden of Eden (1986), roman posthume Le Jardin d'Éden, traduit par Maurice Rambaud, Paris, Gallimard, 1986

### Récits autobiographiques

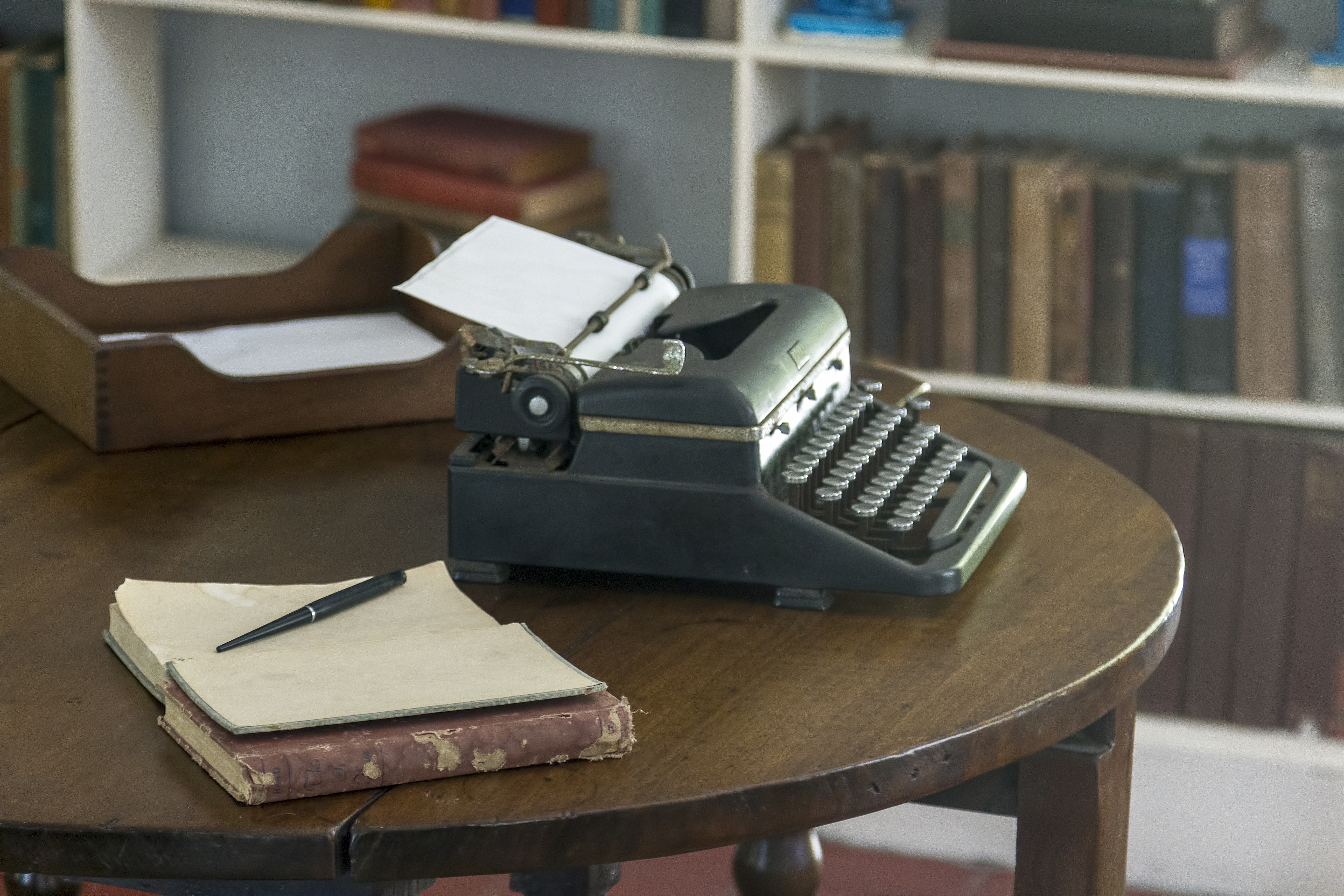

- Death in the Afternoon (1932) Mort dans l'après-midi, traduit par René Daumal, Paris, Gallimard, 1938
- Green Hills of Africa (1935) Les Vertes Collines d'Afrique, traduit par Jeanine Delpech, Paris, Gallimard, 1937
- The Dangerous Summer (1960), dernier récit (chronique)L'Été dangereux, traduit par Jean-Pierre Carasso, Paris, Gallimard, 1988
- A Moveable Feast (1964), récit posthume Paris est une fête, traduit par Marc Saporta, Paris, Gallimard, 1964 ; édition augmentée, Paris, Gallimard, « Du monde entier », 2011
- True at First Light (1999), récit posthume La Vérité à la lumière de l'aube, traduit par Marie-France de Paloméra, Paris, Gallimard, 1999

### Recueils de nouvelles
Les recueils américains originaux et les recueils de nouvelles traduits en français correspondent rarement.

#### Recueils américains originaux
- Three Stories and Ten Poems (1923)
- In Our Time (1925)
- Men Without Women (1927)
- Winner Take Nothing (1933)
- The Fifth Column and the First Forty-Nine Stories (1938)
- The Essential Hemingway (1947)
- The Snows of Kilimanjaro and Other Stories (1961) Les Neiges du Kilimandjaro, traduit par Marcel Duhamel, Paris, Club du meilleur Livre, 1957
- The Fifth Column and Four Stories of the Spanish Civil War (1969)
- The Nick Adams Stories (1972)[31] Les Aventures de Nick Adams, traduit par Céline Zins, Victor Llona, Henri Robillot et Marcel Duhamel, Paris, Gallimard, 1977

#### Recueils uniquement en traduction française
- Cinquante mille dollars, traduit par Ott de Weymer, Paris, Gallimard, 1928
- Paradis perdu, suivi de La Cinquième Colonne, traduit par Henri Robillot et Marcel Duhamel, Paris, Gallimard, 1949
- Le Chaud et le Froid, traduit par Charles Cachera et Pierre Guglielmina, Paris, Gallimard, coll. « Du monde entier », 1995

#### Nouvelles notables
- Là-haut, dans le Michigan (Up in Michigan) (1923), version révisée en 1938
- Hors de saison (Out of Season) (1923)
- Mon vieux (My Old Man) (1923)
- Le Village indien (Indian Camp) (1924)
- Le Révolutionnaire (The Revolutionist) (1924)
- Une très courte histoire (A Very Short Story) (1925)
- Le Docteur et la Femme du docteur (The Doctor and the Doctor's Wife) (1925)
- La Fin de quelque chose (The End of Something) (1925)
- Trois jours de tourmente (The Three-Day Blow) (1925)
- Le Champion (The Battler) (1925)
- Un soldat chez lui (Soldier's Home) (1925)
- Un chat sous la pluie (Cat in the Rain) (1925)
- La Neige sur les champs (Cross Country Snow) (1925)
- La Grande Rivière au cœur double (Big Two-Hearted River) (1925)
- L'Invincible (The Undefeated) (1925)
- C'est aujourd'hui vendredi (Today is Friday) (1926)
- Histoire banale (Banal Story) (1926)
- Paradis perdu ou Collines comme des éléphants blancs (Hills Like White Elephants) (1927)
- Les Tueurs (The Killers) (1927)
- Che Ti Dice La Patria ? (Che Ti Dice La Patria?) (1927)
- Cinquante mille dollars (Fifty Grand) (1927)
- Simple Enquête (Simple Enquiry) (1927)
- Dix Indiens (Ten Indiens) (1927)
- Un canari voyage (A Canary for One) (1927)
- Idylle alpestre (An Alpine Idyll) (1927)
- Course poursuite (A Pursuit Race) (1927)
- Dans un pays étranger ou Dans un autre pays (In Another Country) (1927)
- Maintenant je me couche (Now I Lay Me) (1927)
- Sur le quai à Smyrne (On the Quai at Smyrne) (1930)
- Le Vin de Wyoming (Wine of Wyoming) (1930)
- La Métamorphose (The Sea Change) (1931)
- Après la tempête (After the Storm) (1932)
- Histoire naturelle des morts (A Natural History of the Dead) (1932)
- Un endroit propre et bien éclairé (A Clean, Well-Lighted Place) (1933)
- La Lumière du monde (The Light of the World) (1933)
- Il est né le divin enfant (God Rest You Merry, Gentlemen) (1933)
- Ça ne risque pas de vous arriver (A Way You'll Never Be) (1933)
- La Mère d'une tante (The Mother of a Queen) (1933)
- Hommage à la Suisse (Homage to Switzerland) (1933)
- Une journée d'attente (A Day's Wait) (1933)
- Le Joueur, la Religieuse et la Radio (The Gambler, the Nun, and the Radio) (1933)
- Pères et Fils (Fathers and Sons) (1933)
- Une drôle de traversée (One Trip Across) (1934)
- Le Retour du trafiquant (The Trademan's Return) (1936)
- L'Heure triomphale de Francis Macomber (The Short Happy Life of Francis Macomber) (1936)
- La Capitale du monde (The Capital of the World) (1936)
- Les Neiges du Kilimandjaro (The Snows of Kilimanjaro) (1936)
- Le Vieil Homme près du pont (Old Man at the Bridge) (1938)
- La Dénonciation (The Denunciation) (1938)
- Le Papillon et le Tank (The Butterfly and the Tank) (1938)
- Veillée d'armes (Night Before Battle) (1939)
- Personne ne meurt jamais (Nobody Ever Dies) (1939)
- En contrebas (Under the Ridge) (1939)

### Correspondance
- Ernest Hemingway Selected Letters 1917–1961 (1981)
- The Cambridge Edition of the Letters of Ernest Hemingway: The Letters of Ernest Hemingway:
  - Volume 1, 1907-1922 (2011) -  (ISBN 9780521897334)
  - Volume 2, 1923-1925 (2013) -  (ISBN 9780521897341)
  - Volume 3, 1926-1929 (2015) -  (ISBN 9780521897358)
  - Volume 4, 1929-1931 (2018) -  (ISBN 9780521897365)
  - Volume 5, 1922-1934 (2020) -  (ISBN 9780521897372)

### Autres publications
- Death in the Afternoon (1932), récit de l’histoire de la tauromachie[32]. Mort dans l'après-midi, traduit par René Daumal, Paris, Gallimard, 1938
- Men at War: The Best War Stories of All Time, anthologie de textes de divers auteurs éditée et préfacée par Hemingway (1942)
- Hemingway, The Wild Years (1962)
- By-Line: Ernest Hemingway (1967)[33] En ligne, traduit par Jean-René Major et Georges Magnane, Paris, Gallimard, « Du monde entier », 1970
- Ernest Hemingway: Cub Reporter (1970), articles écrits pour le Kansas City Star E.H., apprenti reporter, traduit par Yves Malartic, Paris, Gallimard, 1972
- 88 Poems (1979) 88 poèmes, traduit par Roger Asselineau, Paris, Gallimard, coll. « Du monde entier », 1984Voir aussi Dix poèmes + Six, traduits par Philippe Blanchon, Toulon, La Nerthe, 2019
- The Dangerous Summer[34] (1985), chroniques L'Été dangereux, traduit par Jean-Pierre Carasso, Paris, Gallimard, coll. « Du monde entier », 1988
- Dateline: Toronto (1985), articles écrits pour le Toronto Star de 1920 à 1924
- Under Kilimanjaro (2005), journal d'un safari

## Postérité

### Sur sa vie
Ces biopics retracent partiellement ou entièrement la vie de l'écrivain.

#### Au cinéma

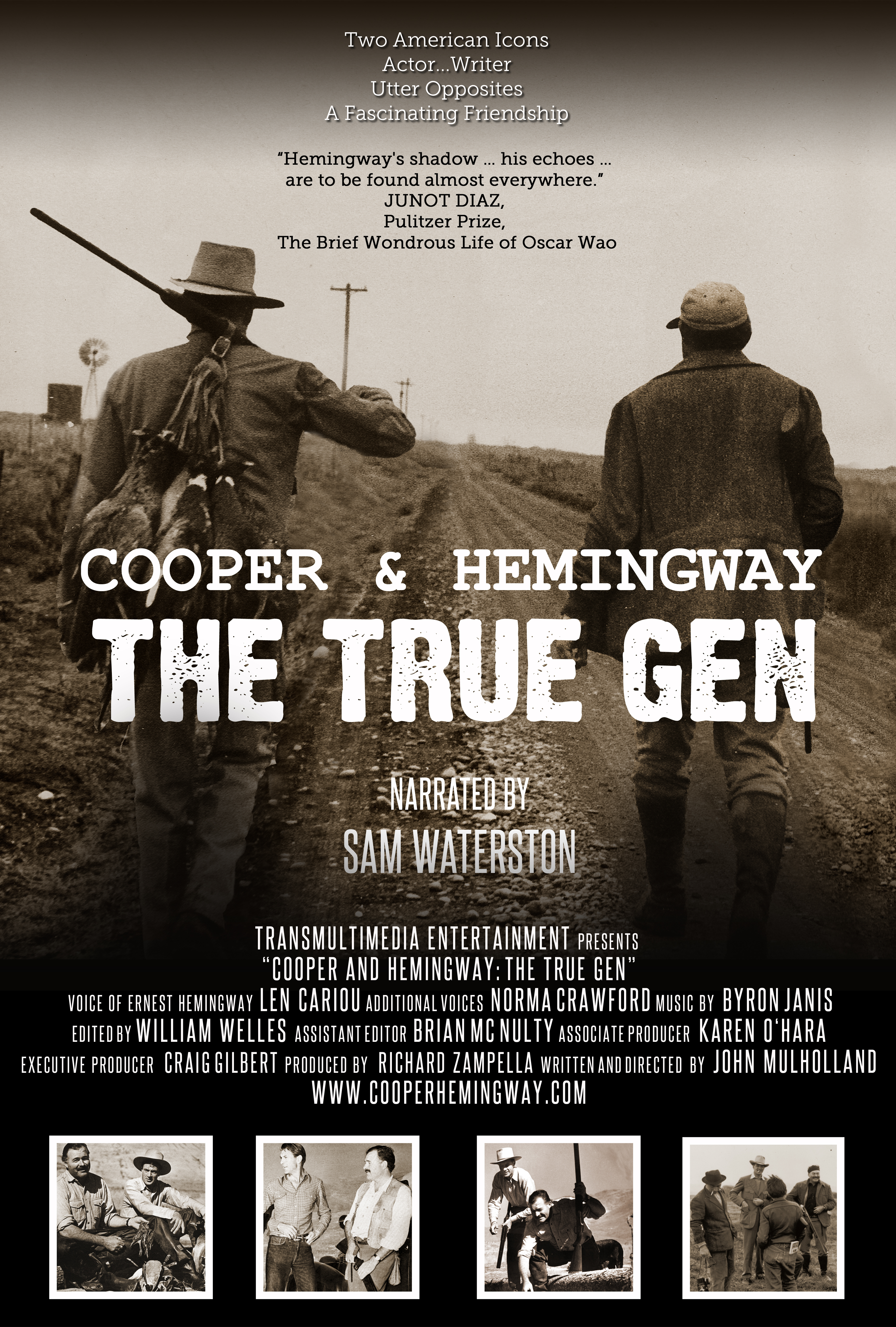
Affiche du documentaire de 2013 Cooper & Hemingway: The True Gen.

- 1996 : Le Temps d'aimer (In Love and War), film américain réalisé par Richard Attenborough, avec Sandra Bullock, Chris O'Donnell 
- Ce film relate son histoire d'amour avec Agnès von Kurowsky, en 1918, infirmière américaine qui le soigne à l’hôpital militaire de Milan.
- 2011 : Minuit à Paris (Midnight in Paris), film américano-espagnol réalisé par Woody Allen, avec Owen Wilson, Rachel McAdams 
- Ce film évoque de façon partielle la vie parisienne du jeune écrivain dans les années 1920.
- 2013 : Cooper & Hemingway: The True Gen (en), documentaire de John Mulholland sur l'amitié entre Hemingway et Gary Cooper
- 2016 : Papa (Papa: Hemingway in Cuba), film canado-américain réalisé par Bob Yari, avec Adrian Sparks, Giovanni Risibi et Joely Richardson 
- Ce film relate, sur une période de trois ans, la vie de Hemingway à La Havane dans les années 1950.

#### À la télévision
- 1988 : Hemingway (série TV biographique), mini-série américaine écrite et réalisée par Bernhard Sinkel, avec Stacy Keach dans le rôle de Hemingway.
- 2003 : Hemingway vs. Callaghan, téléfilm canadien réalisé par Michael DeCarlo et Malcolm MacRury, l'histoire de l'amitié entre Hemingway et Morley Callaghan, ponctuée par leur fameux match de boxe arbitré par leur ami F. Scott Fitzgerald. Produit par Téléfilm Canada[35],[36].
- 2012 : Hemingway and Gellhorn, téléfilm américain réalisé par Philip Kaufman, avec Clive Owen et Nicole Kidman. Ce téléfilm relate sa romance avec Martha Gellhorn entre 1940 et 1945.
- 2021 : Ernest Hemingway, quatre mariages et un enterrement, documentaire de Virginie Linhart sur la vie de l'écrivain diffusé sur Arte[37].

#### Dans la littérature
- 2017 : Mrs. Hemingway, roman de Naomi Wood qui retrace la vie amoureuse de l'écrivain à travers le récit de vies de ses quatre épouses et nombreuses maîtresses.
- 2011 : Luce Michel, Ernest Hemingway à 20 ans, un homme blessé, Éditions au diable Vauvert

### Simples Apparitions

#### Au cinéma
- 2014 : Tusk, un personnage raconte une histoire dans laquelle il a rencontré Hemingway. Il est incarné par Zak Knutson.

#### À la télévision
- 2018 : Legends of Tomorrow, il apparaît dans l'épisode 6 de la saison 4, où il écrit au Café du Dôme en 1927.

### Adaptations de ses œuvres
Les romans et nouvelles d'Ernest Hemingway ont été de nombreuses fois portés à l'écran.

#### Au cinéma
- 1932 : L'Adieu aux armes (A Farewell to Arms), film américain réalisé par Frank Borzage, avec Gary Cooper et Helen Hayes
- 1943 : Pour qui sonne le glas (For whom the bell tolls), film américain réalisé par Sam Wood, avec Gary Cooper, Ingrid Bergman
- 1944 : Le Port de l'angoisse (To Have and Have Not), film américain réalisé par Howard Hawks, avec Humphrey Bogart, Lauren Bacall
- 1946 : Les Tueurs (The Killers), film américain réalisé par Robert Siodmak, avec Burt Lancaster
- 1947 : L'Affaire Macomber (The Macomber Affair), film américain réalisé par Zoltan Korda, avec Gregory Peck, Joan Bennett
- 1950 : Trafic en haute mer (The Breaking Point), film américain réalisé par Michael Curtiz
- 1952 : Les Neiges du Kilimandjaro (The Snows of Kilimanjaro), film américain réalisé par Henry King, avec Gregory Peck
- 1957 : L'Adieu aux armes (A Farewell to Arms), film américain par Charles Vidor, avec Rock Hudson et Jennifer Jones
- 1957 : Le soleil se lève aussi (The Sun Also Rises), film américain réalisé par Henry King, avec Tyrone Power
- 1958 : Le Vieil Homme et la Mer (The Old Man and the Sea), film américain réalisé par John Sturges, avec Spencer Tracy
- 1962 : Aventures de jeunesse, (Hemingway's Adventures of a Young Man), film américain réalisé par Martin Ritt
- 1964 : À bout portant (The Killers), film américain réalisé par Don Siegel, avec Lee Marvin
- 1977 : L'Île des adieux (Islands int the Stream), film américain réalisé par Franklin Schaffner, avec George C. Scott
- 1987 : Capitaine Khorshid (Nakhoda Khorshid), film iranien réalisé par Nasser Taghvai, d'après En avoir ou pas, avec Dariush Arjmand
- 1999 : Le Vieil Homme et la Mer (The Old Man and the Sea), film d'animation canadien réalisé par Alexandre Petrov
- 2002 : A Clean, Well-Lighted Place, film américain réalisé par William Tyler Alspaugh, avec Jorge Falcão
- 2008 : The Garden of Eden, film américain réalisé par John Irvin, avec Jack Huston

#### À la télévision
- 1958 : Scouting on Two Continents, téléfilm américain réalisé par Frederick Russell Burnham
- 1959 : For Whom the Bell Tolls, téléfilm américain réalisé par John Frankenheimer dans le cadre de la série télévisée Playhouse 90
- 1959 : The Killers, téléfilm américain réalisé par Tom Donovan dans le cadre de la série télévisée CBS Buick Electra Playhouse
- 1960 : The Fifth Column, téléfilm américain réalisé par John Frankenheimer, avec Richard Burton et Maximilian Schell
- 1960 : The Snows of Kilimanjaro, téléfilm américain réalisé par John Frankenheimer, avec Mary Astor et Clancy Cooper
- 1960 : The Gambler, The Nun and the Radio, téléfilm américain réalisé par James B. Clark et Albert Marre
- 1960 : After the Storm (inachevé)
- 1965 : For Whom the Bell Tolls, mini-série réalisée par Rex Tucker (en), avec Robert Jordan et Ann Bell
- 1984 : Le soleil se lève aussi (The Sun Also Rises), mini-série réalisée par James Goldstone
- 1990 : Le Vieil Homme et la Mer (The Old Man and the Sea), téléfilm réalisé par Jud Taylor, avec Anthony Quinn
- 2001 : Orage aux Bahamas (After the Storm), téléfilm américain réalisé par Guy Ferland, avec Benjamin Bratt

## Quelques lieux et musées Hemingway
- Maison de naissance d'Ernest Hemingway de Oak Park près de Chicago dans l'Illinois (où il est né en 1899).
- Maison-musée d'Ernest Hemingway de Key West en Floride (où il vécut de 1931 à 1939).
- Maison-musée Ernest-Hemingway de Cuba « Finca la Vigía » de La Havane (où il vécut de 1939 à 1960).

#### En français
- Rédouane Abouddahab,
  - L'écriture-limite. Poétique des nouvelles de Hemingway, Livre premier : Chronologie et commentaire. éd. Merry World, 2011.
  - L'écriture-limite. Poétique des nouvelles de Hemingway, Livre deuxième : Le paysage textuel. éd. Merry World, 2011.
- Carlos Baker, Hemingway, histoire d'une vie, trad. franç. (deux tomes : 1899-1936 & 1936-1961), Laffont, 1971.
- Marianne Debouzy, La Critique française de Hemingway : 1926-1968, thèse complémentaire. Bibliothèque de la Sorbonne, 1969.
- Marc Fenoli, « Le jeune homme et la neige » [article biographique, 1924-1926], in Revue L'Alpe, no  48, éditions Glénat-Musée dauphinois, 2010.
- Daniel Gallagher, D'Ernest Hemingway à Henry Miller : Mythes et réalités des écrivains américains à Paris (1919-1939), L'Harmattan, 2011.
- Peter Griffin, Ernest Hemingway, au fil de sa jeunesse, trad. franç., Gallimard, 1989.
- Gregory H. Hemingway, Papa, Denoël, 1976.
- Geneviève Mariel Hemingway, Ernest Hemingway, la vie et ailleurs, éditions Michel Lafon, 2011.
- Hily-Mane, Le Style de Ernest Hemingway. La plume et le masque, PUF, 1983.
- A. E. Hotchner :
  - Papa Hemingway, trad. franç. Mercure de France, 1966.
  - Hemingway et son univers, trad. franç., éditions du Chêne, 1990.
- Milan Kundera, « À la recherche du présent perdu », L’Infini, n° 37, mars 1992), p. 22-34.
- Marie-Pierre Liny, « Le Récit de la mort chez Hemingway », Études de poétique, éd. Josiane Paccaud-Huguet et Michèle Rivoire, Lyon: Presses Universitaires de Lyon, 2001, p. 65-77.
- Jaùes R. Mellow, Hemingway, trad. franç., éditions du Rocher, 1995.
- Jeffrey Meyers, Hemingway, trad. franç., Belfond, 1987.
- Jean-Pierre Naugrette, « The Sun Also Rises : Hemingway et la problématique de la citation picturale », Lectures aventureuses, La Garenne-Colombes, L’Espace Européen, 1990, p. 197-222.
- Francesco Pozzi, Vie dans l’après-midi : essai psychanalytique sur Hemingway, Gradiva : Revue Européenne d’Anthropologie Littéraire, vol. 2, n° 1, 1997, p. 41-60.
- Marie-Odile Salati, « La Blessure dans A Farewell to Arms de Hemingway », dans Anne Garrait-Bourrier, Patricia Godi-Tkatchouk (dir.), Écriture(s) de la guerre aux États-Unis des années 1850 aux années 1970, Clermont-Ferrand, Presses universitaires Blaise Pascal, 2003, p. 97-110.
- Philippe Sollers, articles biographiques dans La Guerre du goût, Gallimard, 1994.
- Alexander Davis, Présence du passé : Ernest Hemingway - Key West, l'île où l'écrivain composa ses chefs-d'oeuvre (Architectural Digest no 13/juin 1989, p. 64 à 69, photographies de Bob Braun);
- Adrien Le Bihan, Autopsie d'une rancœur. Hemingway alias Argo contre général Leclerc, éd. Cherche-bruit 2022  (ISBN 978-2-9577160-1-2).

#### En anglais
- Abouddahab, Redouane, ed., Hemingway special issue, Journal of the Short Story in English, no  49 (Autumn 2007) : http://jsse.revues.org/index723.html
- Baker, Carlos, Ernest Hemingway: A Life Story, Bantam Books 1969.
- Griffin, Peter, Along with youth: Hemingway, the early years, Oxford University Press Inc, 1985.
- —, Less than a treason: Hemingway in Paris, Oxford University Press Inc, 1992.
- Hily-Mane, Geneviève, Ernest Hemingway in France: 1926-1994. A Comprehensive Bibliography, Reims : Presses Universitaires de Reims, 1995.
- Reynolds, Michael S., The Young Hemingway, Blackwell publishers, 1986
- —, Hemingway: The American Homecoming, Blackwell publishers, 1992.
- —, Hemingway: The 1930's, Norton press, 1997.
- —, Hemingway: The Paris Years, Paperback, 1999.
- —, Hemingway: The Final Years, Michael Reynolds, W. W. Norton & Co, 1999.

#### En espagnol
- Izu, Miguel: Hemingway en los sanfermines, Pamplona: Ediciones Eunate, 2019.  (ISBN 978-84-7768-381-0)